# Niederranna am Prandhof

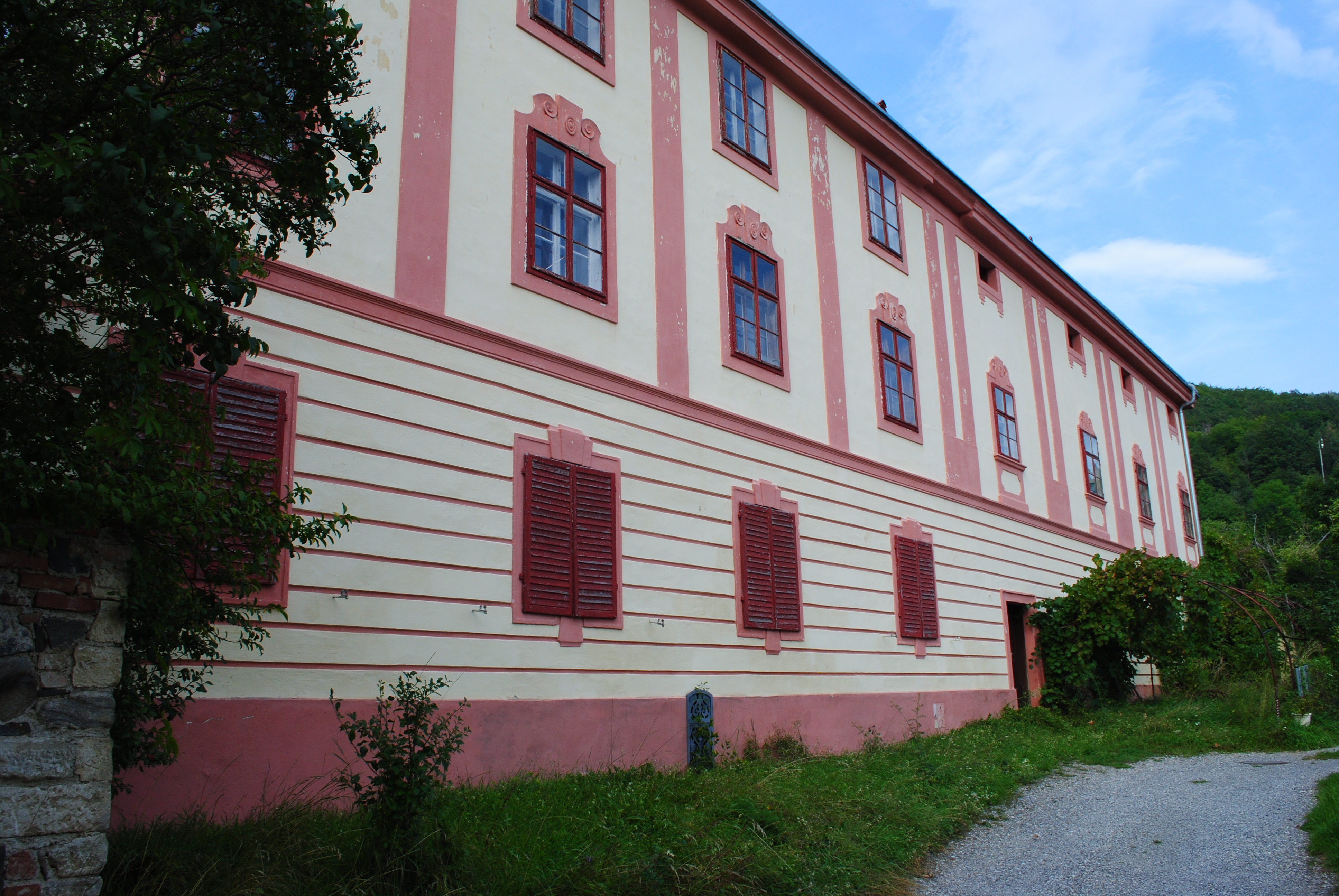
Schloss Prandhof, Sitz der Verwaltung (2019)

Die Herrschaft Niederranna am Prandhof, oft auch nur Prandhof genannt, war eine Grundherrschaft im Viertel ober dem Manhartsberg im Erzherzogtum Österreich unter der Enns, dem heutigen Niederösterreich.

## Ausdehnung
Die Herrschaft, welcher auch das Gut Sallingberg angehörte, umfasste zuletzt die Ortsobrigkeit über Mühldorf, Muthstall, Oetz, Oetzbach, Amstall, Niederranna, Strebitzfeld, Trandorf, Kottes, Bernhards, Kalkgrub, Münichreith, Runds, Greimat, Doppel, Ernst, Richterhof, Reipolz, Felles, Petzles, Leopolds, Voirans, Voitsau, Dankholz, Purk, Heitzles, Weikartschlag, Pfaffenschlag, Gotthardschlag, Rabenhof, Spielleiten, Teichmanns, Hörans und Salingberg. Der Sitz der Verwaltung befand sich im Schloss Prandhof.

## Geschichte
Der letzte Inhaber der Stiftsherrschaft war Engelbert Schwertfeger in der Funktion als Abt von Göttweig und Zalaapáti. Nach den Reformen 1848/1849 wurde die Herrschaft aufgelöst.